# ائتلاف اتحاد عراق
ائتلاف اتحاد عراق (به عربی: ائتلاف وحدة العراق) به رهبری احمد ابوریشه رهبر یکی از سران قبایل سنی استان الانبار و همچنین اتحاد با احمد عبدالغفور سامرائی یکی از سیاست‌مداران سنی عراق و جواد البولانی، وزیر کشور شیعه عراق؛ یکی از احزاب میانه‌رو و سکولار در عراق می‌باشد. این حزب متهم به حفظ روابط نزدیک با سیاستمداران حزب منحل‌شده بعث عرق می‌باشد.